# Scorpiops reini
Espèce
Scorpiops reini est une espèce de scorpions de la famille des Scorpiopidae.

## Distribution
Cette espèce est endémique du Yunnan en Chine. Elle se rencontre dans le xian de Yingjiang.

## Description
Le mâle holotype mesure 54,92 mm et la femelle paratype 48,22 mm.

## Systématique et taxinomie
Cette espèce a été décrite par Tang en 2024.

## Étymologie
Cette espèce est nommée en l'honneur de Jan Ove Rein. 

## Publication originale
- Tang, 2024 : « Scorpiops reini sp.n. from Yunnan, China (Scorpiones: Scorpiopidae). » Euscorpius, no 403, p. 1-19 (texte intégral).